# Mi Diario
Mi Diario är en spanskspråkig daglig nyhetstidning publicerad i Panamas huvudstad Panama City. Tidningen, som grundades år 2003, ges ut av Corporación La Prensa. Webbplatsen Midiario.com lanserades år 2007. Undertiteln La Voz de Panamá betyder "Panamas röst".